# 三重模塊冗餘

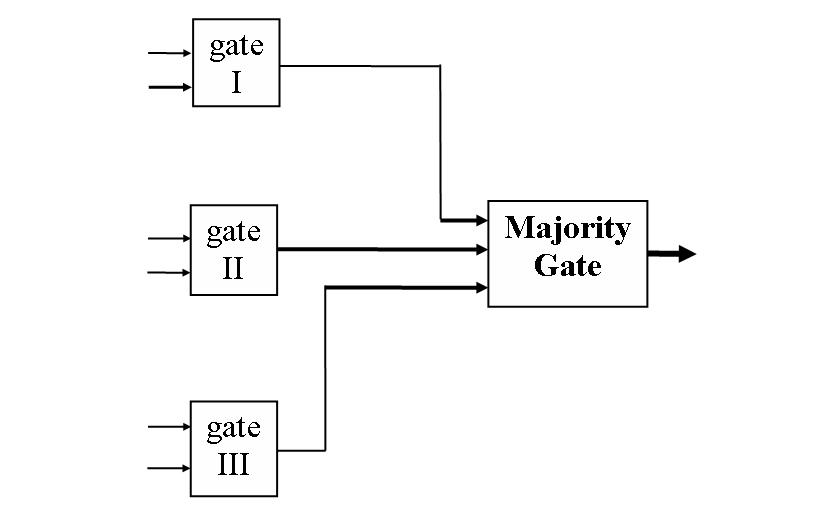
三重模塊冗餘。由三個相同功能的邏輯閘來計算特定的布林運算，再透過電路選出佔多數的結果

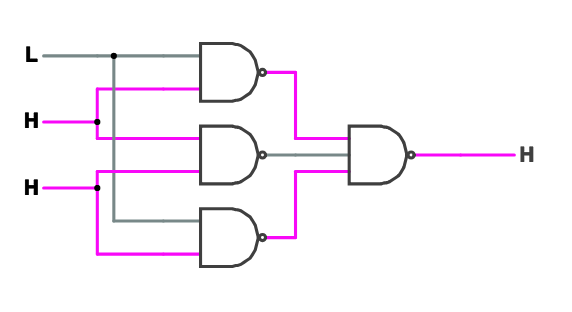
有四個NAND閘組成的多數表決電路

在计算机科学中的三重模塊冗餘（triple modular redundancy，有時也稱為triple-mode redundancy）簡稱TMR，屬於多重模塊冗餘（N-modular redundancy）的容錯形式，用三個相同的系統執行同一功能，再透過多數表決（majority-voting）系統，取多數的輸出為最後的輸出。若三個系統中只有一個損壞，另外二個正常，多數表決系統會使用二個對的輸出，成為最後的輸出。
三重模塊冗餘的概念可以用在許多型式的冗餘系統中，例如以N版本程式進行的軟體冗餘，也常用在容错计算机系统中。
有些纠错内存不使用較常見的汉明码，而使用三重模塊冗餘的硬體電路，其原因是而三重模塊冗餘的硬體其速度比汉明码的錯誤修正軟體要快。太空衛星系統也常使用三重模塊冗餘，不過太空船上的隨機讀寫記憶體仍使用汉明码的錯誤修正技術。
有些通訊系統會用N重模塊冗餘來作簡單的前向錯誤更正，例如五重模塊冗餘通訊系統（例如FlexRay）就會用5個結果中的多數為準。若五個中只有二個的結果是錯的，可以用佔多數的另外三個結果產生正確的結果。
多模塊冗餘是基本的概念，其起源可以追溯到古代，而第一次在電腦上使用則是在1950年代的捷克斯洛伐克電腦SAPO。

## 外部連結
- Article about TMR with reference to TMR usage in avionics and industry
- Johnson, J. M., & Wirthlin, M. J. (2010, February). Voter insertion algorithms for FPGA designs using triple modular redundancy. In Proceedings of the 18th annual ACM/SIGDA international symposium on Field programmable gate arrays (pp. 249–258). ACM.